# Otto Junghann
Otto Junghann (ur. 5 września 1836 w Drackenstedt, zm. 8 października 1920 w Berlinie) – dyrektor kopalni Hrabina Laura (niem. Grafin Laura), następnie dyrektor Zjednoczonych Hut Królewska i Laura, honorowy obywatel Królewskiej Huty (obecnie Chorzów). Poseł do Sejmu Pruskiego.

## Życiorys
Urodził się w rodzinie pastora. Po ukończeniu szkoły średniej podjął praktykę w urzędach hutniczych Rybnika, Królewskiej Huty (obecnie Chorzów) oraz Gliwic. Ukończył studia na uniwersytetach w Berlinie i Wrocławiu. Po studiach podjął pracę jako asesor górniczy w Urzędzie Hutniczym w Królewskiej Hucie.
Od 1872 przez 40 lat dyrektor kopalni Hrabina Laura (niem. Grafin Laura), następnie Zjednoczonych Hut „Królewska” i „Laura”. Inicjator budowy kopalni Dębieńsko.
Od 1883 zastępca dyrektora generalnego Zjednoczonych Hut Królewska i Laura, od 1893 dyrektor generalny koncernu.
W 1895 mianowany radcą górniczym, siedem lat później tajnym radcą górniczym.
We wrześniu 1893 otrzymał tytuł honorowego obywatela Królewskiej Huty (obecnie Chorzów). Jego imieniem nazwano także ulicę (obecnie Juliusza Słowackiego).
We wrześniu 1903 wybrany z listy Partii Narodowo–Liberalnej posłem do Sejmu Pruskiego, przeszedł w stan spoczynku dwa lata później.
Zmarł 6 października 1920 w Berlinie–Schlachtensee (RFN).